# Gauliga Baden 1938/39
De Gauliga Baden 1938/39 was het zesde voetbalkampioenschap van de Gauliga Baden. VfR Mannheim werd kampioen en plaatste zich voor de eindronde om de Duitse landstitel, waar de club in de groepsfase uitgeschakeld werd. 

## Eindstand
| Plaats | Club                 | Wed. | W  | G | V  | Saldo | Ptn.  |
| ------ | -------------------- | ---- | -- | - | -- | ----- | ----- |
| 1      | VfR Mannheim         | 18   | 12 | 6 | 0  | 41:12 | 30:6  |
| 2      | 1. FC Pforzheim      | 18   | 9  | 4 | 5  | 39:26 | 22:14 |
| 3      | Freiburger FC        | 18   | 10 | 2 | 6  | 32:26 | 22:14 |
| 4      | SV Waldhof           | 18   | 10 | 1 | 7  | 50:26 | 21:15 |
| 5      | VfB Mühlburg         | 18   | 6  | 4 | 8  | 28:25 | 16:20 |
| 6      | Karlsruher FV        | 18   | 7  | 2 | 9  | 31:32 | 16:20 |
| 7      | Karlsruher FC Phönix | 18   | 5  | 5 | 8  | 21:27 | 15:21 |
| 8      | SpVgg Sandhofen      | 18   | 7  | 1 | 10 | 25:40 | 15:21 |
| 9      | VfL Neckarau         | 18   | 6  | 3 | 9  | 22:32 | 15:21 |
| 10     | Offenburger FV       | 18   | 3  | 2 | 13 | 19:62 | 8:28  |

|  | Kampioen, geplaatst voor nationale eindronde |

Degradatie play-off
Daar aan het einde van de competitie men nog niet wist dat enkele maanden later de Tweede Wereldoorlog zou uitbreken speelden Sandhofen en Neckarau een play-off om het behoud. 
|             |                 |       |              |                                      |
| 18 mei 1939 | SpVgg Sandhofen | 2 – 0 | VfL Neckarau | Stadion Mannheim Toeschouwers: 5.000 |
| 18 mei 1939 |                 |       |              | Stadion Mannheim Toeschouwers: 5.000 |

## Promotie-eindronde
Door het uitbreken van de oorlog en opsplitsing van de Gauliga promoveerden alle teams. 

### Groep Noord
| Plaats | Club                | Wed. | Saldo | Ptn. |
| ------ | ------------------- | ---- | ----- | ---- |
| 1.     | 1. FC 08 Birkenfeld | 4    | 15:3  | 6:2  |
| 2.     | Amicitia Viernheim  | 4    | 21:7  | 5:3  |
| 3.     | Kirchheimer FG      | 4    | 4:30  | 1:7  |

### Groep Zuid
| Plaats | Club            | Wed. | Saldo | Ptn. |
| ------ | --------------- | ---- | ----- | ---- |
| 1.     | FC Villingen 08 | 6    | 15:6  | 9:3  |
| 2.     | FC Rheinfelden  | 6    | 12:13 | 8:4  |
| 3.     | VfR Achern      | 6    | 7:10  | 5:7  |
| 4.     | Rastatter FV 04 | 6    | 9:14  | 2:10 |